# Elektrownia Bełchatów

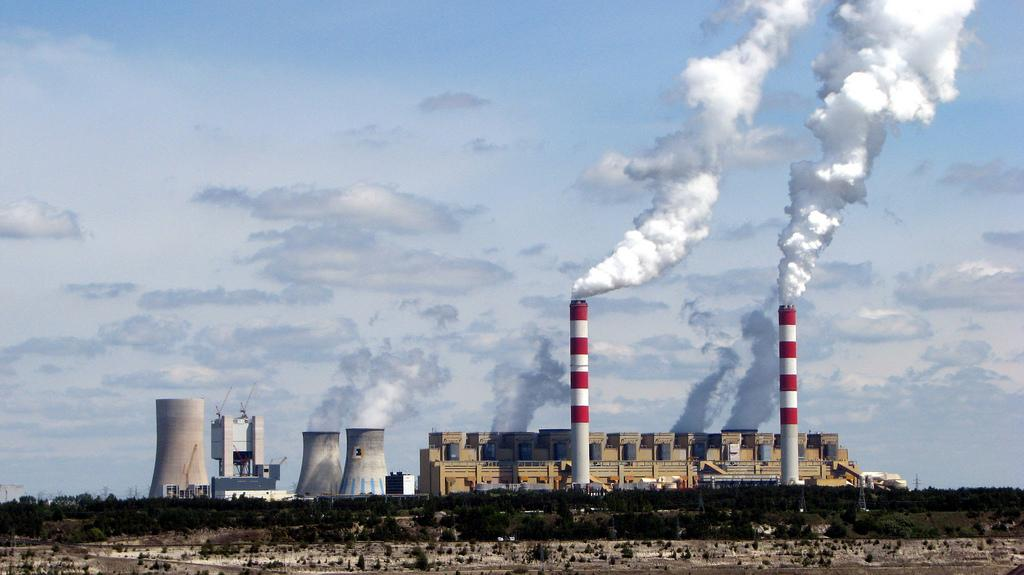
Elektrownia Bełchatów

PGE Górnictwo i Energetyka Konwencjonalna S.A. – Oddział Elektrownia Bełchatów – największa w Europie elektrownia węglowa wytwarzająca energię elektryczną z węgla brunatnego. Produkuje około 20% energii elektrycznej w Polsce i jest fundamentem bezpieczeństwa energetycznego.
W ramach transformacji energetycznej planowane jest zmniejszenie produkcji energii elektrycznej o blisko połowę do 2026 r., w stosunku do poziomu z 2020 r.
Elektrownia emituje najwięcej gazów cieplarnianych spośród wszystkich elektrowni w UE, jednocześnie będąc mało efektywną pod względem emisji CO2 na jednostkę wytwarzanego prądu. W 2018 roku wyemitowała 37,6 mln ton CO2.
Położona jest na terenie gminy Kleszczów w powiecie bełchatowskim w województwie łódzkim w miejscowości Rogowiec. W latach 2003–2007 Elektrownia Bełchatów wchodziła w skład holdingu BOT SA. Obecnie jest oddziałem spółki PGE Górnictwo i Energetyka Konwencjonalna SA będącej częścią PGE Polskiej Grupy Energetycznej SA.

## Dane techniczne
W Elektrowni Bełchatów eksploatowanych jest 12 bloków energetycznych zlokalizowanych w dwóch budynkach kotłowni i hali maszynowni:
- bloki energetyczne nr 2–12 o mocy 370–390 MW każdy[11], oddane do użytku w latach 1981–1988, w których podstawowymi urządzeniami są: kotły parowe BB-1150, turbiny 18K370 i generatory GTHW360 oraz
- blok energetyczny nr 14 o mocy 858 MW[12], oddany do użytku w październiku 2011, w którym podstawowymi urządzeniami są: kocioł typu BB-2400, turbina parowa typu STF-100 i generator 50WT25E-138.

W II połowie 2019 roku z eksploatacji wycofany został najstarszy blok elektrowni – blok nr 1.
W numeracji bloków pominięto numer 13, dlatego ostatni blok ma numer 14.
Łączna moc maksymalna elektrowni wynosi 5298 MW.
Moc z bloków 2–12 jest wyprowadzona do Stacji Elektroenergetycznej 400/220 kV „Rogowiec” (5,4 km na północ od elektrowni, na obrzeżach wsi Kurnos Drugi).
Natomiast z bloku nr 14 – 858 MW wyprowadzona jest z elektrowni do krajowego systemu elektroenergetycznego poprzez dwa równolegle pracujące transformatory blokowe każdy o mocy 700 MVA i napięciu 27/400 kV, stację przyblokową 400 kV oraz jednotorową linię blokową 400 kV o długości 42,5 km do Stacji Elektroenergetycznej 400/110 kV „Trębaczew” (1,7 km na północny zachód od wsi Trębaczew, powiat pajęczański).
Roczna produkcja energii wynosi przeciętnie 27–28 TWh, co stanowi ponad 1/6 produkcji krajowej.
Węgiel pozyskiwany jest z pobliskiej Kopalni Węgla Brunatnego Bełchatów do elektrowni transportowany jest za pomocą przenośników taśmowych.

## Rozbudowa
W 2011 uruchomiony został nowy blok energetyczny nr 14, którego moc znamionowa wynosi 858 MW. W swojej konstrukcji blok wyróżnia się brakiem komina – spaliny kierowane są po oczyszczeniu w instalacjach odsiarczania do chłodni kominowej. Na rozwój technologii tzw. „czystego węgla” w postaci instalacji CCS (ang. Carbon Capture and Storage) elektrowni przyznano w 2009 180 mln € z funduszy UE. Ze względu na nieopłacalność technologii CCS, władze spółki wycofały się z realizacji projektu.

## Wpływ na środowisko i na zdrowie publiczne
Pod względem bezwzględnej emisji dwutlenku węgla Bełchatów zajmuje pierwsze miejsce na liście najbardziej szkodliwych emitentów w Unii Europejskiej (Raport Europe’s Dirty 30 z lipca 2014). W 2018 skumulowana roczna emisja CO2 wyniosła 37,6 mln ton. W raporcie z 2007 Bełchatów został również uznany za elektrownię emitującą największe po Elektrowni Turów względne (w przeliczeniu na produkcję energii elektrycznej) ilości gazów cieplarnianych do atmosfery w Polsce – 1090 kg CO2/MWh.
Zaawansowane systemy oczyszczania spalin pozwoliły na znaczną redukcję wytwarzanych zanieczyszczeń. W 2012 wielkość emisji względnej dla bloków 1–12 kształtowała się na następujących poziomach:
- CO2 – 1080 kg/MWh,
- SO2 – 2,839 kg/MWh,
- NOx – 1,346 kg/MWh,
- CO – 0,332 kg/MWh,
- pył – 0,044 kg/MWh.

W 2015 roku Elektrownia Bełchatów była obiektem budowlanym emitującym najwięcej w UE dwutlenku węgla (37 mln ton), tlenków azotu (34 mln kg) oraz tlenków siarki (75 mln kg).

## Planowana likwidacja
Plany wygaszania elektrowni w ramach transformacji energetycznej zostały opisane w Terytorialnym Planie Sprawiedliwej Transformacji (TPST) Województwa Łódzkiego.
Przewiduje on zmniejszenie produkcji energii elektrycznej z poziomu 27,4 TWh w 2020 r. (18% energii wyprodukowanej w Krajowym Systemie
Elektroenergetycznym) do 6,9 TWh w 2030 r.
W pośrednich etapach planowane jest ograniczenie do 14,2 TWh w 2026 r. oraz do 11,8 TWh w 2028 r., według zaktualizowanej w styczniu 2024 r. wersji TPST.
Tempo wyłączeń bloków może być niższe niż spadku wytwarzanej energii, gdyż moce te będą w coraz większym stopniu miały charakter uzupełniający źródła zeroemisyjne jako stabilne źródła zabezpieczające pewność i stabilność dostaw energii. Planowane jest wyłączanie następującej liczby bloków energetycznych w kolejnych latach: 2030 – 1, 2031 – 1, 2032 – 2, 2033 – 2, 2034 – 3, 2035 – 2, 2036 – 1.
Wygaszaniu będzie towarzyszyć zmniejszenie wydobycia węgla w Kopalni Bełchatów. W porównaniu do 34,8 mln ton w 2020 r., ma ono spaść w kolejnych latach do: 2026 – 17,3 mln ton, 2028 – 14,4 mln ton, 2030 – 8,4 mln ton.
Do 2028 r. planowane jest zakończenie wydobycia w Polu „Bełchatów”.
Koncesja dla Pola „Bełchatów” obowiązuje do 31 grudnia 2026 r., zaś dla Pola „Szczerców” do 17 września 2038 r.
Nie przewiduje się eksploatacji kolejnego złoża, Złoczew;
w 2021 roku przez Generalnego Dyrektora Ochrony Środowiska została wydana decyzja odmowna w tej sprawie.